# Niedersächsische Musiktage
Die Niedersächsischen Musiktage waren ein Musikfestival, das bis 2021 jährlich im September größtenteils klassische Konzerte in wechselnden Orten in Niedersachsen veranstaltete. Veranstaltet wurde es von der Niedersächsischen Sparkassenstiftung.

## Künstler
Seit Beginn des Festivals 1987 wirkten nach eigenen Angaben über tausend Künstlerinnen und Künstler an den Konzerten der Niedersächsischen Musiktage mit, darunter bekannte Solistinnen und Solisten wie Alfred Brendel, Alice Sara Ott, Igor Levit, Harriet Krijgh oder David Moss, Dirigenten wie Andrew Manze oder Frank Strobel, Chöre wie der Dresdener Kammerchor, der NDR Chor oder der Mädchenchor Hannover, Ensembles wie die 12 Cellisten der Berliner Philharmoniker, das Artemis Quartett oder die Akademie für Alte Musik und Orchester wie die NDR Radiophilharmonie, das WDR Funkhausorchester oder das Niedersächsische Staatsorchester Hannover. Aber auch Jazz- sowie Pop-Bands wie Thomas Quasthoff & Friends, das Tingvall Trio, das Avishai Cohen Trio, das Marcin Wasilewski Trio, Wallis Bird oder China Moses gestalteten die Programme der Niedersächsischen Musiktage.

## Festivalschwerpunkte
Die Niedersächsischen Musiktage waren ein Themenfestival. Das Thema wurde im Voraus von der Festivalleitung entwickelt und parallel zum Literaturfest Niedersachsen umgesetzt. Seit 1998 wandten sich die Musiktage assoziativen Themen zu.
- 2019 Mut
- 2018 Beziehungen
- 2017 Raum
- 2016 Leidenschaft
- 2015 Abenteuer
- 2014 Glück
- 2013 Freundschaft
- 2012 Freiheit
- 2011 Die Zeit
- 2010 Das Fest
- 2009 Die Nacht
- 2008 Aufbruch
- 2007 Zwischen Himmel und Erde
- 2006 Liebe
- 2005 Krieg und Frieden
- 2004 Heimat
- 2005 Krieg und Frieden[2]
- 2006 Weltmacht Liebe[3]
- 2007 Zwischen Himmel und Erde[4]